# Stepan Kaïoukov
Stepan Iakovlevitch Kaïoukov (en russe : Степан Яковлевич Каюков) est un acteur soviétique né le 20 juillet 1898/1er août 1898 à Saratov (Empire russe) et décédé le 22 janvier 1960 à Moscou (Union soviétique).

## Biographie
En 1914, il entre comme figurant au Théâtre dramatique de Saratov puis suit les cours d'art dramatique à Moscou sous la direction d'Illarion Pevtsov (ru). De 1920 à 1930 il apparaît sur la scène théâtrale d'Arkhangelsk, Kiev, Tachkent, Moscou et Léningrad. À partir de 1943, il est acteur au Théâtre d'art de Moscou, au Théâtre Maly (1946-1954) et au Théâtre Mossoviet (1954-1957).
En 1949, il fut promu artiste du peuple de la république socialiste fédérative soviétique de Russie.
Mort à Moscou, il est enterré au cimetière de la Présentation.

## Filmographie
- 1931 : Les Montagnes d'or de Sergueï Ioutkevitch
- 1934 : Ioudouchka Golovlev d'Alexandre Ivanovski
- 1934 : Les Paysans de Friedrich Ermler : un kolkhozien
- 1935 : La Jeunesse de Maxime de Grigori Kozintsev et Leonid Trauberg : Dmitri Savchenko
- 1935 : L'Ingénieur Goff de Rachel Milman et de Boris Chpis : Ales
- 1935 : Les Amies (Подруги) de Leo Arnchtam : aubergiste
- 1936 : Une fille se dépêche au rendez-vous de Mikhaïl Verner : le collègue de Fyodorov
- 1936 : Le Mariage d'Erast Garine et de Khessia Lokchina : Kochkaryov
- 1936 : Doubrovski d'Alexandre Ivanovski : colonel
- 1937 : La Taïga en or de Guennadi Kazanski et de Maxime Rouf
- 1937 : Le Retour de Maxime de Grigori Kozintsev et de Leonid Trauberg
- 1937 : Le Député de la Baltique d'Iosif Kheifits et d'Alexandre Zarkhi
- 1937 : Ceux de la mine de Sergueï Ioutkevitch
- 1938 : Les Amis (ru) (Друзья) de Leo Arnchtam
- 1938 : Le Masque de Sergueï Splochnov
- 1938 : Chelovek s ruzhyom de Sergueï Ioutkevitch : Andrei Dimov
- 1939 : Les Tractoristes d'Ivan Pyriev : Kirill Petrovich
- 1939 : Une grande vie (première partie) de Leonid Loukov : Oussynine
- 1939 : Maxime à Vyborg de Grigori Kozintsev et de Leonid Trauberg : Dzhoma (non crédité)
- 1940 : Mes universités de Marc Donskoï : Vassili Semenov
- 1941 : Les Aventures de Korzinkina de Klimenti Mints
- 1941 : La Graine magique de Fiodor Filippov et de Valentin Kadotchnikov
- 1942 : Alexandre Parkhomenko (Александр Пархоменко) de Leonid Loukov : Lamychev [1]
- 1943 : Le Prince et le mendiant d'Erast Garine et de Kessia Lakchina
- 1943 : Nasreddine à Boukhara de Yakov Protazanov : Bakhtiar, le vizir
- 1944 : Ivan Nikouline, matelot russe d'Alexandre Davidson, d'Igor Savtchenko et d'Evgueni Schneider
- 1945 : Salut Moscou ! (Здравствуй, Москва) de Sergueï Ioutkevitch : délégué d'usine
- 1946 : Le Pays des montagnes bleues de Khessia Lokchina
- 1946 : Une grande vie (deuxième partie) de Leonid Loukov : Oussynine
- 1947 : Pokhozhdeniya Nasreddina de Nabi Ganiev : Bezborodi (Russian prints) voix
- 1948 : L'Élève de la première année ou L'Élève du cours préparatoire d'Ilia Frez
- 1950 : Le Chevalier à l'étoile d'or de Youli Raizman : Rubstov-Yennitsky
- 1952 : Maximka de Vladimir Braun : un officier de marine russe
- 1953 : Le Voyage au-delà des trois mers de Vassili Pronine et de Khwaja Ahmad Abbas
- 1953 : Le Tour du monde de Sadko d'Alexandre Ptouchko : Neptune
- 1957 : Le Lutteur et le Clown de Boris Barnet et de Konstantin Youdine : Vania, organisateur de combats de lutte
- 1958 : Au-dessus de la Tissa de Dmitri Vassiliev : Dzyouba
- 1958 : Les Nouvelles Aventures du chat botté (Новые похождения Кота в сапогах) de Alexandre Rou : Patissone
- 1960 : Les Hommes sur le pont d'Alexandre Zarkhi : Khorkov